# Dave Rudabaugh
David Rudabaugh, nato come David Rodenbaugh (Contea di Fulton (Illinois), 14 luglio 1854 – Hidalgo del Parral, 18 febbraio 1886), è stato un pistolero statunitense.

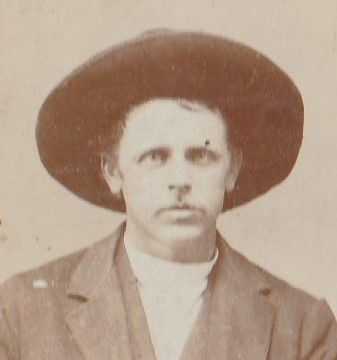

Anche se non è molto noto al giorno d'oggi, era tristemente famoso ai suoi tempi. Gli scrittori di adesso usano riferirsi a lui come "Dirty Dave" per la sua presunta avversione per l'acqua, benché non vi siano prove di questa sua fobia.

## Primi anni
Rudabaugh nacque nella contea di Fulton. Suo padre venne ucciso durante la guerra di secessione americana quando Dave era un ragazzo. La famiglia si trasferì dopo quest'evento, permanendo a lungo in Illinois, Ohio, e Kansas. I Rudabaugh possono essere stati coinvolti in una rapina al treno in Ohio nel 1870 o 1871, ma di ciò non esistono prove.

## Fuorilegge
La carriera fuorilegge di Dave Rudabaugh iniziò presto in Arkansas nei primi del 1870. Faceva parte di una banda dedita alle rapine ed a furti di bestiame insieme a Milton Yarberry e Dave Allen Mather. I tre vennero sospettati della morte di un allevatore e lasciarono lo stato. Alcune fonti dicono che tutti e tre si diressero in Texas, ma altre fonti vogliono che Rudabaugh si sia diretto nelle Black Hills in Dakota del Sud, dove divenne un assaltatore di diligenze.

## Il Trio
Intorno all'anno 1876, Rudabaugh si unì a Mike Roarke e Dan Dement per formare un gruppo di fuorilegge conosciuto come il "Trio". Vi è una storia discussa tuttora secondo cui Rudabaugh avrebbe insegnato a Doc Holliday a usare la pistola, mentre Doc gli avrebbe insegnato a barare alle carte.
Nel 1877 lo sceriffo Wyatt Earp sì trasferi da Dodge City a Fort Griffin, in Texas, nella speranza di poter arrestarli. Non vi riuscì mai, ma fece amicizia con Doc Holliday e Big Nose Kate a Fort Griffin. Il Trio eluse la cattura e assemblò una banda di sei membri, che divenne nota come Gang Rudabaugh-Roarke, e tentò diverse volte di assaltare i treni.

## Cattura e rilascio
La gang di Rudabaugh fece il suo primo tentativo di derubare un treno il 22 gennaio, 1878, vicino Kinsley nel Kansas. La rapina fu un fallimento, e la gang se ne andò con niente. Il giorno dopo un posse comandato da Bat Masterson, e del quale faceva parte anche John Joshua Webb, catturò Rudabaugh e alcuni membri della sua banda. Il resto della gang venne catturato poco dopo. Rudabaugh stipulò un patto assicurandosi la sua immunità in cambio della testimonianza contro i suoi ex-compagni.
Subito dopo il rilascio, Rudabaugh accettò l'offerta di Masterson di unirsi ad un gruppo di pistoleri allo scopo di combattere per la Atchison, Topeka e Santa Fe ferroviaria nelle Guerre ferroviarie.

## Gang di Dodge City
In questo periodo Dave divenne uno stretto collaboratore di John Joshua Webb, che aveva incontrato durante il suo precedente arresto. Dopo le guerre ferroviarie, egli e Webb viaggiarono fino alla vicina città di Las Vegas nel Nuovo Messico, dove divennero importanti membri della Gang di Dodge City. Questa gang dominò la vita politica ed economica della comunità nascente. Il loro leader era Hyman G. Neill (Hoodoo Brown); Un vecchio amico di Dave, il "Misterioso Dave Mather" era anch'egli un membro.
Webb venne arrestato per omicidio nella primavera del 1880. Dave Rudabaugh e un altro membro della gang tentarono di farlo evadere di prigione il 5 aprile, dello stesso anno. L'evasione fallì, e Rudabaugh sparò e uccise il vice-sceriffo Antonio Lino Valdez nel processo.

## Billy the Kid e la cattura
Egli si diresse a Forte Sumner nel Nuovo Messico, dove probabilmente si unì alla banda di Billy the Kid. Rudabaugh partecipò a numerosi attacchi ed omicidi, incluso quello del vice-sceriffo James Carlyle.
Il 19 dicembre, un posse comandato da Pat Garrett catturò Rudabaugh, Billy the Kid, e altri membri della gang. Essi vennero portati a Las Vegas, ma la paura di un linciaggio costrinse gli agenti di scorta a spostarsi verso Santa Fe. Nel febbraio del 1881, Rudabaugh venne giudicato colpevole e condannato a 99 anni di prigione per diversi capi d'accusa. Venne anche giudicato colpevole per l'omicidio del vice-sceriffo Lino Valdez e condannato all'impiccagione.

## Imprigionamento e fuga
Rudabaugh venne riunito con Webb in prigione. Dopo un tentativo di evasione in cui morì un loro compagno di cella di nome Thomas Duffy, Dave e Webb si separarono. Rudabaugh scappò in Arizona dove si unì alla banda dei Cowboys, giusto in tempo per partecipare alla loro faida con i fratelli Earp. Dave potrebbe anche aver partecipato all'assassinio di Morgan Earp e al tentato omicidio di Virgil Earp, ed era anche presente al combattimento in cui William Brocius venne ucciso. 

## Morte
Quando la gang di Clanton venne sciolta, Rudabaugh si diresse verso il Messico dove lavorò come cowboy. Il 18 febbraio, 1886, Rudabaugh venne coinvolto in una sparatoria con persone locali a Parral (Chihuahua). Il combattimento iniziò per una partita a carte e Dave uccise due uomini e ne ferì un altro. Quindi lasciò il saloon disarmato, ma incapace di ritrovare il suo cavallo, rientrò dopo poco: ciò si rivelò un errore fatale. Egli venne infatti colpito diverse volte dall'interno buio del locale, venne quindi decapitato con un machete e la sua testa venne issata su di un palo.

## Apparizioni nella cultura di massa
- Dave Rudabaugh appare nel film Young Guns II - La leggenda di Billy the Kid, dove è interpretato dall'attore Christian Slater, nel film il personaggio è conosciuto come "Arkansas Dave", benché lo storico Dave non abbia mai usato quel nome.
- Rudabaugh è anche un personaggio secondario del videogioco Gun.
- Appare, come "Dan" Rudabaugh, nei numeri 601 e 602 di Tex Willer assieme a Mysterious Dave Mather, Hoodoo Brown e John Joshua Webb.